# Spider-Man 2
Spider-Man 2 (conocida como El Hombre Araña 2 en Hispanoamérica) es una película de superhéroes estadounidense de 2004 dirigida por Sam Raimi y escrita por Alvin Sargent a partir de una historia de Alfred Gough, Miles Millar y Michael Chabon. Basada en el personaje ficticio de Marvel Comics del mismo nombre, es la segunda entrega de la trilogía de Spider-Man y una secuela de la película Spider-Man de 2002, protagonizada por Tobey Maguire junto a Kirsten Dunst, James Franco, Alfred Molina, Rosemary Harris y Donna Murphy.
Ambientada dos años después de los eventos de Spider-Man (2002), la película encuentra a Peter Parker (Maguire) luchando por manejar tanto su vida personal como sus deberes como Spider-Man, lo que afecta su vida civil dramáticamente. Mientras tanto, el Doctor Otto Octavius (Molina) se convierte en un villano diabólico conocido como el Doctor Octopus después de que un experimento fallido mata a su esposa y lo deja neurológicamente fusionado a tentáculos mecánicos. Spider-Man debe evitar que el Doctor Octopus recree con éxito el peligroso experimento, mientras lidia con un deseo subconsciente de dejar de ser superhéroe lo que a su vez lo está despojando de sus poderes arácnidos. La inspiración de Raimi para la película provino del debut del Doctor Octopus en los cómics en 1964, el arco de la historia de 1966 If This Be My Destiny...! y el arco de la historia de 1967 Spider-Man No More!. La fotografía principal comenzó en abril de 2003 en la ciudad de Nueva York y también tuvo lugar en Los Ángeles.
Spider-Man 2 se estrenó en cines convencionales como IMAX el 30 de junio de 2004, con gran éxito de crítica y recaudando $789 millones en todo el mundo, convirtiéndose en la tercera película más taquillera del año. Ganó el Premio de la Academia a los Mejores Efectos Visuales y también fue nominada a Mejor Mezcla de Sonido y Mejor Edición de Sonido; también recibió cinco premios en los Premios Saturn, incluyendo Mejor Película de Fantasía y Mejor Director para Raimi. Es considerada como una de las mejores y más influyentes películas de superhéroes de todos los tiempos. Su éxito llevó a Spider-Man 3 (2007). La película del Universo cinematográfico de Marvel (UCM), Spider-Man: No Way Home (2021), exploró el concepto del multiverso para conectar las películas anteriores de Spider-Man con el UCM, con Maguire y Molina repitiendo sus papeles.

## Argumento
Dos años después del fallecimiento de Norman Osborn, Peter Parker, también conocido como el superhéroe el Hombre Araña (Tobey Maguire), se distancia tanto de su interés amoroso Mary Jane Watson (Kirsten Dunst) como de su mejor amigo Harry Osborn (James Franco); también descubre que su tía May Parker (Rosemary Harris) se enfrenta al desalojo. Además Peter se encuentra sufriendo pérdidas temporales pero recurrentes de sus poderes, a menudo en situaciones que ponen en peligro su vida.
Harry, que ahora es jefe de la división de investigación genética y científica de Oscorp, patrocina un proyecto de energía de fusión del científico nuclear Otto Octavius (Alfred Molina), quien se hace amigo y mentor de Peter. Mientras maneja materiales peligrosos, Octavius usa un arnés de poderosos brazos robóticos con tentáculos con inteligencia artificial. Durante una demostración pública a la que asisten Peter y Harry, un pico de energía hace que el reactor de fusión se desestabilice. Octavius se niega a apagar el reactor, lo que se vuelve crítico: su esposa muere y se le quema el chip inhibidor que le permitía controlar los brazos robóticos desde su sistema nervioso. Peter, como el Hombre Araña, cierra el experimento, destruyéndolo en el proceso.
En un hospital, los médicos se preparan para quitar quirúrgicamente el arnés de Octavius. Sin el chip inhibidor, los brazos robóticos ahora sensibles se defienden matando a los médicos. Al recuperar la conciencia y ver la masacre, Octavius escapa y se refugia en un puerto. Cada vez más influenciado por la IA de los brazos robóticos, decide volver a intentar su experimento. Entra a robar a un banco para financiar su segundo experimento, Peter y la tía May casualmente están allí, y Octavius toma a May como rehén. Peter (como el Hombre Araña) la rescata, pero Octavius huye con el dinero robado. El Daily Bugle posteriormente apoda al científico como el Doctor Octopus.
Mary Jane se compromete con el astronauta John Jameson (Daniel Gillies), hijo del editor del Daily Bugle, J. Jonah Jameson (J. K. Simmons). Peter sufre un colapso emocional por su incapacidad para equilibrar su vida y pierde sus poderes. Deja de ser el Hombre Araña, vuelve a su vida normal e intenta reconciliarse con Mary Jane, pero con poco éxito. Un basurero le lleva el disfraz de Peter a Jameson, quien se atribuye el mérito de haber llevado al Hombre Araña a la clandestinidad. Peter le dice a la tía May la verdad detrás de la muerte de su tío Ben Parker (Cliff Robertson) y cómo él es responsable en ello. May lo perdona, pero el aumento de las tasas de crimen en la ciudad de Nueva York preocupa a Peter.
Al requerir el isótopo tritio para alimentar su reactor, Octavius visita a Harry para exigirle el material. Harry acepta a cambio de que le traiga al Hombre Araña, a quien cree que es responsable de la muerte de Norman. Le dice a Octavius que busque a Peter, quien Harry cree que es amigo del Hombre Araña, pero le dice a Octavius que no le haga daño. Octavius localiza a Peter, le dice que encuentre al Hombre Araña y captura a Mary Jane. Su peligro hace que los poderes de Peter resuciten. Cuando Jameson admite que estaba equivocado acerca del Hombre Araña, Peter le roba su disfraz de superhéroe al Bugle y va tras Octavius.
Mientras Peter (como el Hombre Araña) lucha contra Octavius, caen sobre un tren subterráneo de la ciudad de Nueva York. Octavius sabotea los controles y deja a Peter para salvar a los pasajeros, lo que hace con un gran costo físico. Cuando se desmaya de cansancio y debilitación, los agradecidos pasajeros lo salvan de la caída y lo suben al tren, viendo su rostro desenmascarado pero prometiendo mantener oculto sus conocimientos sobre su identidad secreta. Intentan sin éxito protegerlo cuando Octavius regresa para capturar a Peter, a quien Octavius le entrega a Harry.
Después de darle a Octavius el tritio, Harry se prepara para matar al Hombre Araña, solo para sorprenderse al ver a Peter debajo de la máscara. Peter convence a Harry de que lo lleve a la guarida de Octavius, ya que hay cosas más importantes en juego. Cuando Peter llega al laboratorio del Doctor Octopus frente al mar e intenta rescatar a Mary Jane discretamente, Octavius lo descubre, y luchan mientras la reacción nuclear aumenta y comienza a amenazar la ciudad. Peter finalmente somete a Octavius, le revela su identidad y persuade a Octavius para que abandone su sueño por un bien mayor. Octavius ordena a los tentáculos robóticos a que lo obedezcan y se sacrifica a sí mismo para destruir el experimento. Mary Jane descubre la verdadera identidad y los sentimientos de Peter, quien le dice que es por eso que no pueden estar juntos en el futuro. Peter le entrega a Mary Jane a John y se va.
Harry recibe una visión de su padre Norman Osborn (Willem Dafoe) en un espejo, suplicándole a Harry que vengue su muerte. Enfurecido, Harry se niega y rompe el espejo, revelando inadvertidamente una habitación secreta que contiene prototipos del equipo del Duende Verde. El día de su boda, Mary Jane abandona a John en el altar y corre al apartamento de Peter, diciéndole que elige estar con él a pesar del riesgo. Después de besarse, escuchan las sirenas de la policía y Mary Jane lo anima a ir a ayudar como el Hombre Araña.

## Reparto
- Tobey Maguire como Peter Parker / Spider-Man: un superhéroe, estudiante de física en la Universidad de Columbia y fotógrafo del Daily Bugle. Debe compaginar dos vidas separadas y deja de lado sus responsabilidades como superhéroe en un momento de adversidad. Maguire firmó en el 2000 un contrato para aparecer en tres películas.[10] Cuando filmaba Seabiscuit en el 2002, Maguire se lesionó la espalda y Sony consideró sustituirlo en el papel principal.[11] Hubo negociaciones para reemplazarlo por Jake Gyllenhaal, que en ese momento mantenía una relación con Kirsten Dunst, la actriz que interpreta a Mary Jane Watson.[12] Al final, Maguire se recuperó a tiempo para retomar el papel, con un salario de diecisiete millones de dólares estadounidenses.[13]
- Kirsten Dunst como Mary Jane «MJ» Watson: una aspirante a actriz de Broadway y la mujer a la que Peter ama desde niño, pero a la que él ha renunciado debido a sus obligaciones como superhéroe. Aún albergando sentimientos por Peter, comienza a salir con John Jameson y finalmente se compromete con él. También está enamorada de Spider-Man, quien le salvó la vida en numerosas ocasiones en el pasado, e inicialmente no sabe que el superhéroe y Peter son la misma persona.
- Alfred Molina como el Dr. Otto Octavius / Doctor Octopus: un científico que trabaja en nombre de Oscorp y el modelo a seguir y mentor de Peter, que enloquece después de fracasar al intentar crear una reacción de fusión "autocontrolada", lo que también resulta en la muerte de su esposa. Su mente queda vinculada a los cuatro brazos mecánicos artificialmente inteligentes de su equipamiento, que influyen en él y lo convencen de que debe terminar su experimento a toda costa. Molina recibió el papel de Octavius en febrero de 2003 y empezó de inmediato la preparación física para el rodaje.[14] Raimi había visto a Molina en Frida y le impresionaron la actuación y la presencia física del actor.[15] Molina solo sostuvo con él una conversación breve sobre el personaje y no sospechaba que fuese un candidato principal para el papel;[16] al ser un gran aficionado a los cómics Marvel, la noticia le causó un gran entusiasmo.[17] Aunque no estaba muy familiarizado con el personaje del Doc Ock, Molina quiso destacar una característica que encontró en los cómics: el sentido del humor cruel y sardónico del personaje.[18]
- James Franco como Harry Osborn: Actual director ejecutivo de Oscorp, hijo de Norman Osborn y mejor amigo de Peter. Siente un fuerte resentimiento contra Spider-Man a quien responsabiliza por la muerte de su padre. También es el exnovio de Mary Jane y todavía siente algo por ella.
- J. K. Simmons como J. Jonah Jameson: el avaricioso director del Daily Bugle; piensa que Spider-Man es un criminal y lleva a cabo una campaña contra él.
- Rosemary Harris como May Parker: la cariñosa tía de Peter y viuda de Ben Parker. En la película se da a entender que es consciente de la identidad de su sobrino como Spider-Man.
- Daniel Gillies como John Jameson: un astronauta, hijo de John Jonah Jameson, prometido de Mary Jane y héroe nacional.[19]
- Donna Murphy como Rosalie «Rosie» Octavius: esposa y asistente de Otto Octavius.
- Dylan Baker como el Dr. Curt Connors: uno de los profesores de física de la universidad de Peter y colega de Otto Octavius.[20][19]
- Cliff Robertson como Ben Parker: el fallecido tío de Peter y esposo de May. Aparece en un sueño de Peter.
- Willem Dafoe como Norman Osborn / Duende Verde: el fallecido padre de Harry a quien se le aparece como una alucinación. La idea, basada en la escena de Hamlet donde el rey se le aparece a su hijo clamando venganza, se le ocurrió a Dafoe durante la fase de promoción de Spider-Man.[21]
- John Paxton como Bernard Houseman: el mayordomo de la familia Osborn.
- Bill Nunn como Robbie Robertson: un editor del Daily Bugle y amigo de Jameson. Está en contra de la publicidad negativa de Jameson contra Spider-Man, dejándose entrever que sabe que Peter es el superhéroe.[22]
- Elizabeth Banks como Betty Brant: la secretaria de Jameson y amiga de Peter en el Daily Bugle.[23]
- Ted Raimi como Ted Hoffman: un eficaz y leal empleado de Jameson en el Daily Bugle.
- Elya Baskin como el Sr. Ditkovich: el rudo casero de Peter. Su nombre es un homenaje a Steve Ditko, el ilustrador original de los cómics de Spider-Man.
- Mageina Tovah como Ursula Ditkovich: la sencilla y amable vecina de Peter la cual es hija de su casero.

### Cameos
Como en otras películas de Spider-Man, algunos de los papeles menores son interpretados por allegados y colegas del director Sam Raimi:
- Bruce Campbell como un acomodador que se niega a dejar entrar al teatro a Peter cuando este llega con retraso al estreno de la obra de Mary Jane.[24][25]
- Stan Lee, el cocreador de Spider-Man, como un transeúnte que salva a una mujer de los escombros que caen a la calle durante la batalla entre Spider-Man y el Doc Ock.[25]
- Sam Raimi, el director de la película, como un estudiante universitario.
- Grant Curtis, el coproductor de la película, como un vendedor de Hot Dogs.
- Scott Spiegel como un hombre en un balcón que se dispone a consumir una pizza que Spider-Man está repartiendo justo antes de que una telaraña se la robe de las manos.
- Elyse Dinh como una violinista callejera que toca y canta una canción sobre Spider-Man.[26][27]
- Joel McHale como el Sr. Jacks, un cajero de banco que se rehúsa a concederle un préstamo a la tía May.
- Hal Sparks como un pasajero que entabla una conversación con Spider-Man en un ascensor.
- Donnell Rawlings como el neoyorquino que exclama que Spider-Man se ha robado una pizza.
- Emily Deschanel como la recepcionista que no quiere pagarle a Parker por haberle llevado su pizza con retraso.
- Brent Briscoe como el basurero que encuentra el disfraz de Spider-Man tirado entre la basura y se lo da a Jameson.[nota 2]
- Peter McRobbie como un representante de Oscorp.[29]
- Reed Diamond como Algernon, compañero de reparto de Mary Jane en la obra de teatro.[29]
- Daniel Dae Kim como Raymond, un asistente de Otto Octavius que trabaja en su laboratorio.
- Aasif Mandvi como el Sr. Aziz, el dueño de Joe's Pizza que acaba despidiendo a Parker.
- Joey Diaz, Dan Hicks, Chloe Dykstra, Timothy Patrick Quill y Gene LeBell como los pasajeros del tren que desafían al Doctor Octopus cuando este va a capturar a Spider-Man.[29]
- Vanessa Ferlito como Louise Wood, compañera de reparto y mejor amiga de Mary Jane.
- Joy Bryant como una testigo de las hazañas de Spider-Man.
- Molly Cheek como una mujer de la alta sociedad que presenta un evento.[29]
- Marc John Jefferies y Roshon Fegan como dos niños asombrados debido a las hazañas acrobáticas de Parker.[29]
- John Landis como uno de los médicos que operan al Doctor Octopus.
- Bonnie Somerville como una mujer que grita tras el escape del Doctor Octopus con la tía Mary como su rehén.
- Phil LaMarr como el pasajero que aparece a la derecha de Spider-Man mientras este sujeta dos telarañas para parar el tren.
- Gregg Edelman como el Dr. Davis, el médico que atiende a Parker cuando este pierde sus poderes debido a un colapso emocional.[29]
- Jason Fiore-Ortiz como Henry Jackson, un niño que ayuda a la tía Mary con su mudanza.[29]
- Christine Estabrook como Joan Jameson, la esposa de Jameson y la madre de John.[29]
- Taylor Gilbert como Madeline Watson, la madre de Mary Jane.[29]
- Brianna Brown[nota 3] como una pasajera de tren y estudiante universitaria compañera de Parker.[nota 4][29]
- Peyton List y Spencer List como una niña y un niño jugando en las escaleras, respectivamente. Los mellizos iban a hacer su debut cinematográfico en esta película, pero la escena fue eliminada del metraje final.[30][31][32]
- Johnny Trí Nguyễn y Kalia Prescott participan como dos de los dobles de riesgo de la película.
- Además, un cameo de Thomas Jane, quien interpreta a Frank Castle / El Castigador en The Punisher (2004), como un civil que voltea a ver a Mary Jane corriendo hacia el apartamento de Peter durante el final de la película, fue planeado. Jane al final no estuvo disponible para filmar la escena. Sin embargo, la escena se logró filmar reemplazando a Jane por Tom McComas, su doble de acción de The Punisher.[33][34]

## Doblaje
| Personaje                          | Actor original Estados Unidos | Actor de voz México    | Actor de voz México    | Actor de voz España |
| Personaje                          | Actor original Estados Unidos | Spider-Man 2           | Spider-Man 2.1         | Actor de voz España |
| ---------------------------------- | ----------------------------- | ---------------------- | ---------------------- | ------------------- |
| Peter Parker / Hombre Araña        | Tobey Maguire                 | Luis Daniel Ramírez    | Luis Daniel Ramírez    | Roger Pera          |
| Mary Jane Watson                   | Kirsten Dunst                 | Claudia Motta          | Liliana Barba          | Graciela Molina     |
| Dr. Otto Octavius / Doctor Octopus | Alfred Molina                 | Gabriel Pingarrón      | Gabriel Pingarrón      | Pedro Molina        |
| Harry Osborn                       | James Franco                  | Arturo Mercado Jr.     | Arturo Mercado Jr.     | José Posada         |
| May Parker                         | Rosemary Harris               | Ángela Villanueva      | Ángela Villanueva      | Marta Martorell     |
| J. Jonah Jameson                   | J. K. Simmons                 | Humberto Solórzano     | Humberto Solórzano     | Lluís Marco         |
| John Jameson                       | Daniel Gillies                | Ricardo Tejedo         | Ricardo Tejedo         | Daniel García       |
| Dr. Curt Connors                   | Dylan Baker                   | Rolando de Castro      | Rolando de Castro      | Pep Antón Muñoz     |
| Rosie Octavius                     | Donna Murphy                  | Yolanda Vidal          | Yolanda Vidal          | Alba Solá           |
| Robbie Robertson                   | Bill Nunn                     | Andrés García          | Andrés García          | Rafael Calvo        |
| Ted Hoffman                        | Ted Raimi                     | Roberto Mendiola       | Roberto Mendiola       | Ángel de Gracia     |
| Betty Brant                        | Elizabeth Banks               | Gabriela Guzmán        | Gabriela Guzmán        | Cristina Mauri      |
| Sr. Ditkovich                      | Elya Baskin                   | Martín Soto            | Martín Soto            | Yuri Mykhaylychenko |
| Ursula Ditkovich                   | Mageina Tovah                 | María Fernanda Morales | María Fernanda Morales | Isabel Valls        |
| Ben Parker                         | Cliff Robertson               | Arturo Casanova        | Arturo Casanova        | Fernando Guillén    |
| Norman Osborn                      | Willem Dafoe                  | Jesse Conde            | Jesse Conde            | Salvador Vidal      |
| Bernard Houseman                   | John Paxton                   | Esteban Siller         | Esteban Siller         | Francisco Alborch   |
| Seguridad del teatro               | Bruce Campbell                | Raúl de la Fuente      | Raúl de la Fuente      | Jaume Comas         |
| Louise Wood                        | Vanessa Ferlito               | Irene Jiménez          | Adriana Casas          | Joël Mulachs        |
| Henry Jackson                      | Jason Fiore-Ortiz             | Alejandro Orozco       | Alejandro Orozco       | Rafael Calvo Suárez |
| Sr. Aziz                           | Aasif Mandvi                  | Sergio Coto            | Sergio Coto            | José Javier         |
| Sr. Jacks                          | Joel McHale                   | Armando Coria          | Armando Coria          | Alberto Mieza       |
| Dr. Davis                          | Greg Edelman                  | Alfonso Ramírez        | Luis Alfonso Padilla   | Gonzalo Abril       |
| Raymond                            | Daniel Dae Kim                | Arturo Mercado         | Arturo Mercado         | Miguel Marquillas   |
| Civil                              | Stan Lee                      | Arturo Mercado         | Arturo Mercado         | Francisco Alborch   |
| Pasajero de ascensor               | Hal Sparks                    | Arturo Mercado         | Edson Matus            | Carlos Vicente      |
| Violinista                         | Elyse Dinh                    | Maggie Vera            | Maggie Vera            |                     |
| Recepcionista                      | Emily Deschanel               | Cony Madera            | Xóchitl Ugarte         |                     |
| Basurero                           | Brent Briscoe                 | Gustavo Melgarejo      | Gustavo Melgarejo      | Javier Amilibia     |

## Producción

### Desarrollo
Inmediatamente tras terminar Spider-Man, su director Sam Raimi inició la preparación de la secuela. En abril de 2002, Sony empleó a Alfred Gough y Miles Millar para que escribieran un guion con el Doctor Octopus, el Lagarto y la Gata Negra como villanos. El 8 de mayo de 2002, después de que Spider-Man cosechara un récord de 115 millones de dólares durante el fin de semana de su estreno, Sony Pictures anunció la secuela para 2004. La nueva película, llamada The Amazing Spider-Man, al igual que el título otorgado al personaje en los cómics, obtuvo un presupuesto de 200 millones de dólares. El mes siguiente, David Koepp se unió al equipo de guionistas.
En septiembre de 2002, Michael Chabon reescribió el guion. En su versión, el Doc Ock era más joven, se enamoraba de Mary Jane y era un adicto a las endorfinas segregadas por sus brazos mecánicos para así contrarrestar los dolores causados por estar unidos a su cuerpo. En una lucha contra Spider-Man, sus brazos se fusionaron entre ellos lo cual empezó a causarle una muerte lenta. Según este guion, Octavius era el creador de la araña mutante de la primera película e implantó a Peter con un chip para ayudarlo a deshacerse de sus poderes; el mismo chip podía salvar a Octavius de la muerte lo que conduce a su alianza con Harry para capturar a Spider-Man. Anteriormente, Harry había logrado que los habitantes de la ciudad se volvieran contra Spider-Man, al anunciar en el  Daily Bugle una recompensa de diez millones de dólares por él. El productor Avi Arad rechazó la trama del triángulo amoroso con el Doc Ock, y pensó que la idea de que Harry ofreciera una recompensa por Spider-Man carecía de sutileza.
Raimi releyó los distintos borradores de la historia y escogió las ideas que le gustaron junto con el guionista Alvin Sargent. Según su opinión, el tema central de la película debía ser el conflicto entre las necesidades y los deseos personales de Peter y sus responsabilidades, y la historia tenía que explorar los lados negativos y positivos del camino que toma y como al final decide que es posible ser feliz como héroe. Raimi reconoció que Superman II, donde el protagonista también se plantea dejar a un lado sus obligaciones, había influido en su tratamiento de la historia.
La historia se basa, por la mayor parte, en el número 50 del cómic The Amazing Spider-Man, titulado Spider-Man No More!. Se decidió que el Doc Ock fuera el villano principal por sus características físicas, que lo convertían en un adversario bien equiparado con Spider-Man, y por ser una figura muy humana que también despertaba simpatías. Sin embargo, Raimi cambió muchos detalles de la historia del personaje: por ejemplo, lo convirtió en un ídolo de Peter y describió el conflicto de Spider-Man contra él como un esfuerzo para rescatarlo de sus demonios internos en vez de para matarlo.

### Rodaje

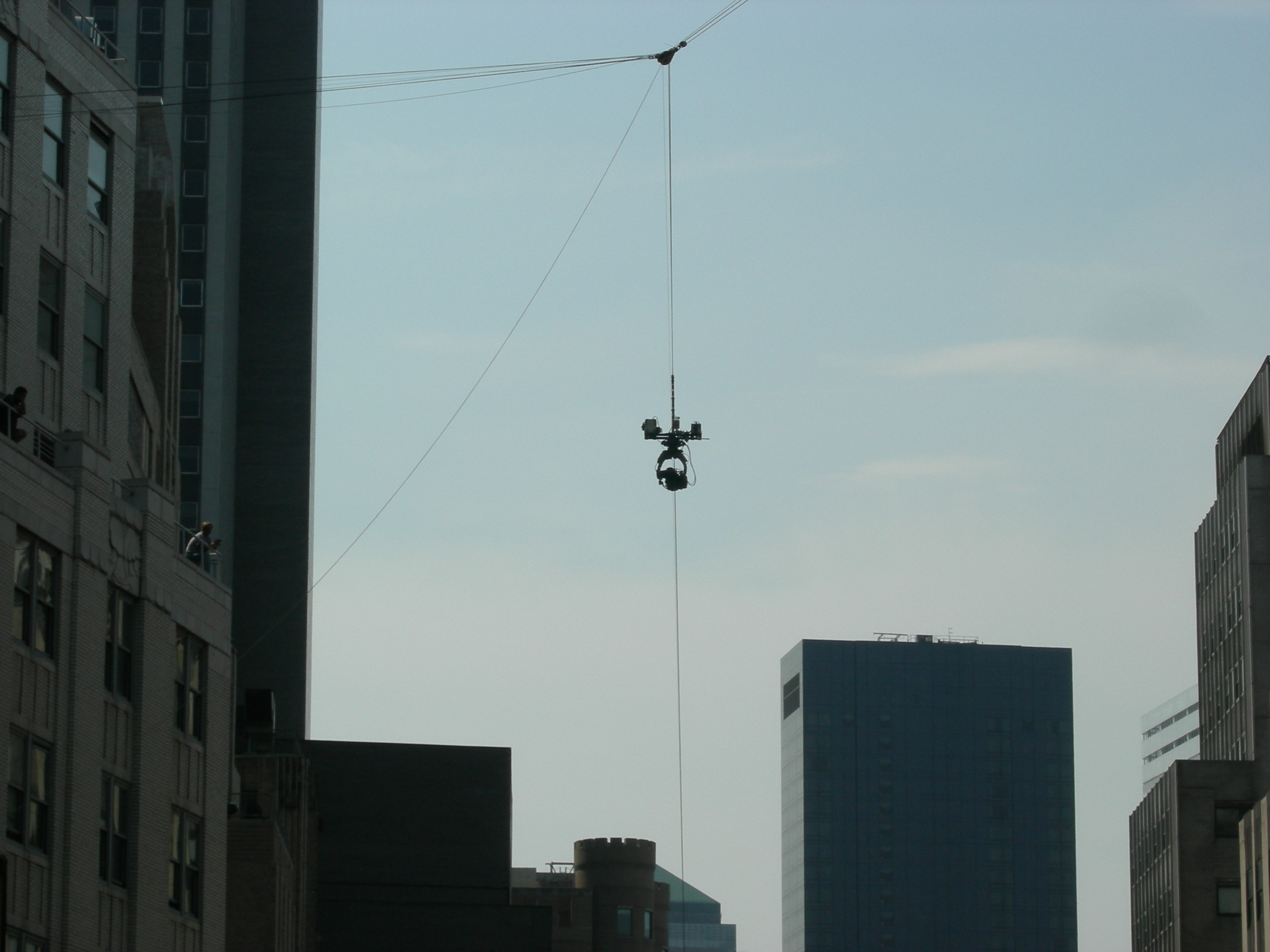
Spidercam.

Spider-Man 2 se filmó en más de cien localizaciones y escenarios. Las primeras tomas se efectuaron durante dos días en noviembre de 2002 en el centro de Chicago. El equipo adquirió un vagón con dieciséis cámaras para rodar los planos panorámicos de la lucha en el tren entre Spider-Man y el Doc Ock. El inicio del rodaje principal tuvo lugar el 12 de abril de 2003 en Nueva York. El 13 de mayo el equipo se desplazó a Los Ángeles para rodar en los diez escenarios principales creados por el diseñador de producción Neil Spisak. Tobey Maguire disfrutó efectuando sus escenas de acción tras la conmoción causada por su lesión de espalda, llegando incluso a bromear con Raimi sobre ello e improvisar las palabras «¡Mi espalda, mi espalda!» en la escena en que Spider-Man intenta recobrar sus poderes. Rosemary Harris también dejó a su doble sin trabajo. Sin embargo, Alfred Molina bromeaba con que los dobles lo engañaban para que realizara la misma toma peligrosa una y otra vez.
El rodaje se interrumpió durante ocho semanas para construir la guarida del Doc Ock en los muelles. Spisak había tenido la idea de usar un desembarcadero colapsado como el refugio, para representar cómo la vida de Octavius se había derrumbado y convertido en algo monstruoso, en una evocación del cine de Fritz Lang y la película El gabinete del doctor Caligari. La construcción del escenario, en el estudio 30 de Sony, tomó quince semanas; ocupaba 18,3 m de ancho, 36,6 m de largo y 12,2 m de alto y para el colapso final se construyó también un modelo en miniatura a un cuarto de escala. La filmación se prolongó hasta después de la Navidad de 2003.
Los cineastas usaron un sistema de rodaje llamado Spidercam para mostrar los escenarios desde el punto de vista de Spider-Man. A veces mostraban caídas de cincuenta pisos con una longitud de toma de solo 731,5 m en Nueva York o 975,4 m en Los Ángeles. En algunas tomas la cámara grababa a seis fotogramas por segundo, para lograr un efecto de mayor velocidad en la reproducción. Las tomas con Spidercam se planificaron con versiones virtuales de las ciudades y el movimiento de la cámara estaba controlado por motores, por lo que el sistema resultó muy barato. Este sistema también se utilizó en la película precedente, pero únicamente en la escena final.

### Efectos especiales
El diseñador de vestuario James Acheson hizo numerosos cambios sutiles al traje de Spider-Man en la segunda película: los colores eran más vivos y saturados, el emblema de la araña de mayor tamaño y más estilizado, los ojos algo más pequeños y el relleno para resaltar los músculos se hizo en piezas para intensificar la impresión de movimiento. También realizó mejoras en el casco portado por Maguire debajo de la máscara para proporcionar más movimiento a la falsa mandíbula y facilitar la extracción de las piezas oculares magnéticas.
Para crear los tentáculos mecánicos del Doctor Octopus, Edge FX confeccionó el chaleco, una faja de metal y goma, una espina dorsal de goma y cuatro tentáculos de espuma de poliuretano de unos 2,5 m de largo, que pesaban en total 45 kg. Las garras de los tentáculos, llamadas «flores de la muerte» estaban controladas por un marionetista que desde una silla les daba todas las formas posibles. Cada brazo estaba bajo el control de cuatro personas, que ensayaban todas las escenas con Molina para impartir un movimiento más natural a los tentáculos, como si se movieran en concierto con los músculos de Octavius. En el set, Molina bautizó a sus "cuatro coprotagonistas" como «Larry», «Harry», «Moe» y al tentáculo superior derecho como «Flo».
Las escenas en las que los tentáculos mecánicos transportan a Octavius fueron creadas con la ayuda de una grúa que izaba a Molina para que sobrevolara por el escenario y posteriormente se agregaba los tentáculos siendo generados por ordenador. Los tentáculos virtuales se generaron escaneando a los modelos reales, aunque estos se utilizaron siempre que fuese posible para reducir costos y todas las escenas se filmaban primero con ellos para determinar si los gráficos animados eran realmente necesarios. Los ingenieros de sonido decidieron no usar servomecanismos para los sonidos emitidos por los tentáculos, pensando que darían la impresión de que no formaban parte del cuerpo de Octavius. En su lugar, emplearon cadenas de motocicleta y cuerdas de piano.
El programa Blender 3D también desempeñó un papel en el desarrollo del filme. Según palabras del animador artístico Anthony Zierhut:

Cuando trabajaba como animador en el departamento de guiones gráficos de Spider-Man 2, usaba los modelos y las herramientas de animación de personajes de Blender 3D para perfeccionar los gráficos, crear escenarios y accesorios y visualizar movimientos de acción y cámaras en tres dimensiones, con el propósito de transmitir las ideas de Sam Raimi a otros departamentos lo más claramente posible.

## Música
La banda sonora de la película fue compuesta nuevamente por Danny Elfman. Sin embargo, durante las sesiones de grabación, Elfman tuvo un desacuerdo con el director Sam Raimi, llevándolo a abandonar de forma abrupta la producción de la película. Según él, componer la música de Spider-Man 2 fue una «experiencia miserable».  Christopher Young (quien finalmente compuso la banda sonora de la secuela) y John Debney se encargaron de hacer partituras adicionales para la película.

## Recepción

### Taquilla
Spider-Man 2 se estrenó en Estados Unidos el 30 de junio de 2004 y en julio del mismo año en España y Latinoamérica.
En Estados Unidos, recaudó 40,5 millones de USD en el día de su estreno, un millón más que Spider-Man y estableció así un récord que mantuvo hasta que Star Wars: Episodio III - La venganza de los Sith ingresó cincuenta millones en su primer día en las pantallas un año más tarde.
Spider-Man 2 también batió el récord de recaudaciones de estrenos en un miércoles, detentado por El Señor de los Anillos: el retorno del Rey.Conservó este récord durante tres años, hasta que lo superó Harry Potter y la Orden del Fénix, con 44,2 millones de USD. La recaudación de taquilla durante el primer fin de semana, de viernes a domingo, alcanzó un total de 88 156 227 USD, la mayor suma obtenida en el fin de semana del Día de la Independencia de los Estados Unidos desde Hombres de negro II y hasta Transformers: el lado oscuro de la luna que recaudó 97,9 millones de USD siete años después. En seis días tras su estreno, la película había conseguido unos 180 millones. En total, recaudó más de 373 millones de USD en Estados Unidos; en 2004, solo Shrek 2 logró superarla.
En España, Spider-Man 2 alcanzó el primer puesto en taquilla del 16 al 18 de julio, con unos 4,3 millones de euros. La película recaudó 410 millones de dólares fuera de los Estados Unidos en el resto de los países, y un total de 783 766 341 dólares en todo el mundo. Con dicho monto, fue la tercera mejor película del año 2004 en términos de recaudación, tras Shrek 2 y Harry Potter y el prisionero de Azkaban.

### Críticas
Spider-Man 2 recibió elogios de la crítica. Sobre la base de 248 comentarios recopilados por Rotten Tomatoes, Spider-Man 2 tiene una porcentaje global de aprobación del 93%, con una puntuación media de 8,3 sobre 10. Metacritic, que asigna calificaciones basadas en reseñas de críticos profesionales, calculó una puntuación media de 83/100 puntos a partir de 41 opiniones. La película se colocó en el puesto número 411 de la lista de las mejores 500 películas de todos los tiempos de la revista Empire. En IMDb tiene una puntuación de 7,4/10. Estos datos la hacen la  segunda película de Spider-Man mejor recibida hasta la fecha, al haber sido sobrepasada por Spider-Man: Un nuevo universo (2018). 
Marcos Caro, del Chicago Tribune, declaró que Alfred Molina fue un villano «agradablemente complejo», y que la película en su conjunto «es superior a su predecesora en casi todos los sentidos». Kenneth Turan, de Los Angeles Times, dio a la película 4 de 5 estrellas, y se mostró de acuerdo con Caro expresando: «El Doc Ock agarra esta película con su cuarteto de siniestros brazos mecánicos serpentinos y se niega a dejarla partir». Roger Ebert, que había otorgado a la primera película sólo dos estrellas y media, concedió a Spider-Man 2 la calificación máxima de cuatro estrellas, y la declaró «la mejor película de superhéroes desde que este género moderno se inició con Superman: The Movie (1978)», además de elogiarla por «[combinar] sin aparente esfuerzo los efectos especiales y una historia humana, manteniendo sus tramas paralelas vivas y en movimiento»; a finales de 2004 la clasificó como la cuarta mejor película del año. Jordi Costa, de la revista española Fotogramas escribió: «Es en los pequeños detalles donde la aproximación de Raimi marca la diferencia con respecto al actual boom del género: por fin estamos ante una secuela superheroica cuyos personajes cargan sobre sus espaldas con lo acontecido en el capítulo anterior».
Por otro lado, J. Hoberman, de The Village Voice, expresó la opinión de que la primera parte de la película tenía tanto diálogo que casi resultaba fatigante y que a veces la trama se interrumpía con el propósito de exhibir el idiosincrático humor de Raimi. Charles Taylor afirmó: «El mal juicio demostrado por la decisión de Peter encaja con la calidad prosaica de la dirección de Raimi y la intrascendencia de Maguire... [que] simplemente, no evoca una presencia heroica» y apuntó que «Dunst parece que está debatiéndose contra restricciones que no es capaz de poner en palabras».

### Premios y nominaciones
Spider-Man 2 ganó el Óscar a los mejores efectos visuales de 2004 y fue nominada para los Óscar al mejor sonido y a la mejor edición de sonido, conseguidos por Ray y Los increíbles respectivamente. La película obtuvo los Premios Saturno al mejor actor, mejor director, mejor película de fantasía, mejores efectos especiales y mejor guion de cine y fue nominada además para los premios al mejor actor secundario y la mejor banda sonora.
La Academia Británica de las Artes Cinematográficas y de la Televisión (BAFTA) la nominó para los premios a los mejores efectos visuales y al mejor sonido, pero perdió ante The Day After Tomorrow y Ray respectivamente. El Instituto de Cine Americano (AFI) listó a la película entre las diez mejores de 2004, y la nominó para varias otras listas. Spider-Man 2 se clasificó como la película basada en un cómic con mejores críticas en Rotten Tomatoes, por delante de X-Men 2, Batman Begins y Superman: The Movie. En 2007, Entertainment Weekly la nombró la 21.ª mejor película de acción de todos los tiempos.

### Premios Óscar
| Año  | Categoría                | Receptores                                                              | Resultado |
| ---- | ------------------------ | ----------------------------------------------------------------------- | --------- |
| 2004 | Mejores efectos visuales | John Dykstra, Scott Stokdyk, Anthony LaMolinara y John Frazier          | Ganadores |
| 2004 | Mejor sonido             | Kevin O'Connell, Greg P. Russell, Jeffrey J. Haboush y Joseph Geisinger | Nominados |
| 2004 | Mejores efectos sonoros  | Paul N. J. Ottosson                                                     | Nominado  |

### Premios BAFTA
| Año  | Categoría                | Receptores                                                              | Resultado |
| ---- | ------------------------ | ----------------------------------------------------------------------- | --------- |
| 2004 | Mejores efectos visuales | John Dykstra, Scott Stokdyk, Anthony LaMolinara y John Frazier          | Nominados |
| 2004 | Mejor sonido             | Kevin O'Connell, Greg P. Russell, Jeffret J. Haboush y Joseph Geisinger | Nominados |

### American Film Institute (AFI)
| Año  | Categoría                                          | Receptor     | Resultado |
| ---- | -------------------------------------------------- | ------------ | --------- |
| 2004 | Reconocimiento en Top 10-Mejores películas del año | Spider-Man 2 | Ganadora  |

### Critic's Choice Awards
| Año  | Categoría               | Receptor     | Resultado |
| ---- | ----------------------- | ------------ | --------- |
| 2004 | Mejor película familiar | Spider-Man 2 | Nominada  |
| 2004 | Mejor película popular  | Spider-Man 2 | Ganadora  |

### Premios Saturn
| Año  | Categoría                  | Receptores                                                     | Resultado |
| ---- | -------------------------- | -------------------------------------------------------------- | --------- |
| 2004 | Mejor película de fantasía | Spider-Man 2                                                   | Ganadora  |
| 2004 | Mejor actor                | Tobey Maguire                                                  | Ganador   |
| 2004 | Mejor actor de reparto     | Alfred Molina                                                  | Nominado  |
| 2004 | Mejor director             | Sam Raimi                                                      | Ganador   |
| 2004 | Mejor guion                | Alvin Sargent                                                  | Ganador   |
| 2004 | Mejor puntuación           | Danny Elfman                                                   | Nominado  |
| 2004 | Mejores efectos visuales   | John Dykstra, Scott Stokdyk, Anthony LaMolinara y John Frazier | Ganadores |

## Ediciones
En noviembre de 2004 salió a la venta una edición especial de Spider-Man 2 en dos discos DVD, con versiones en pantalla panorámica anamórfica y pantalla 4:3. También se publicaron una edición Superbit —con una tasa de bits mayor—, un juego recopilatorio incluyendo la primera película y una edición de tirada limitada que contenía una copia del número 50 de The Amazing Spider-Man, en el que Peter Parker decide abandonar su alter ego. En el mismo año se anunció una versión extendida de Spider-Man 2, con escenas omitidas en la versión original. Esta versión se publicó en abril de 2007 en DVD con el título Spider-Man 2.1; contando con ocho minutos de secuencias inéditas, material original y un avance de Spider-Man 3, que se estrenó poco después.
La versión Blu-ray se puso a la venta en octubre de 2007, como parte de la caja recopilatoria Spider-Man: The High Definition Trilogy, que reunía las tres películas dirigidas por Raimi. Sony publicó Spider-Man 2 y Spider-Man por separado en Blu-ray en noviembre de 2007. La compilación con las tres películas fue reeditada en Blu-ray el 12 de junio de 2012.

## Videojuego
Para coincidir con el estreno de la película, el 28 de junio de 2004 se lanzó un videojuego para Game Boy Advance, Nintendo GameCube, Microsoft Windows, PlayStation 2 y Xbox. Le seguirían los lanzamientos del videojuego en los sistemas PlayStation Portable, N-Gage y Nintendo DS, que sirven como secuela de Spider-Man (2002). Publicado por Activision, las versiones de consola fueron desarrolladas por Treyarch, pero las otras versiones tuvieron diferentes desarrolladores. Las versiones de consola y las versiones portátiles de Spider-Man 2 fueron bien recibidas, con la excepción de la versión para PC/Mac. Tras su lanzamiento, el juego envío más de 2 millones de unidades a América del Norte el 7 de julio de 2004.

## Futuro
En marzo de 2004, tres meses antes del lanzamiento de Spider-Man 2, Sony anunció que ya estaba desarrollando una secuela. Spider-Man 3 se lanzó finalmente el 4 de mayo de 2007.
En 2021, se anunció que Alfred Molina regresaría como el Doctor Octopus en Spider-Man: No Way Home (2021), que forma parte del Universo Cinematográfico de Marvel y está dirigida por Jon Watts. Molina aclaró más tarde en abril que su personaje sería la misma versión que se muestra en Spider-Man 2 y que su arco argumental continuaría directamente desde el final de la película.